# Bandizip
Bandizip是由Bandisoft软件公司推出的数据压缩软件。
支持的操作系统有： Windows XP、Windows Vista 、Windows 7 、Windows 8 、Windows 8.1 、Windows 10 和macOS Sierra（10.12）、macOS High Sierra（10.13） 、macOS Mojave（10.14）、macOS Catalina（10.15）。
软件分为免费版与专业版，在2020年3月3日发布的7.0版后的免费版本中会添加广告，需要用30美元购买专业版才能去除广告。

## 支持的压缩及解压缩格式
压缩：Zip、7z（lzma2）、ZIPX（xz）、EXE（sfx）、 TAR、TGZ、LZH（lh7）、ISO（joliet）、GZ、XZ。
解压缩：7Z、ACE、AES、ALZ、ARJ、BH、BIN、BZ、BZ2、CAB、Compound（MSI）、EGG、GZ、IMG、ISO、ISZ、LHA、LZ、LZH、LZMA、PMA、RAR、RAR5、SFX（EXE）、TAR、TBZ、TBZ2、TGZ、TLZ、TXZ、UDF、WIM、XPI、XZ、Z、ZIP、ZIPX、ZPAQ、ZSTD、BR、NSIS。

## 其他功能
- 通过对文件完整性的检查来判断压缩包是否受损
- 对代码页进行更改
- 可以集成到资源管理器的右键菜单